# Santiago Maior (Castelo de Vide)
Santiago Maior is een plaats (freguesia) in de Portugese gemeente Castelo de Vide en telt 426 inwoners (2001).